# Petrus Kastenman
Lars Petrus Ragnar Kastenman (Bälinge, 15 de agosto de 1924 – 10 de junho de 2013) foi um ginete e oficial sueco, campeão olímpico. 

## Carreira
Petrus Kastenman representou seu país nos Jogos Olímpicos de 1956, conquistando a medalha de ouro no CCE individual. 